# Job Berckheyde

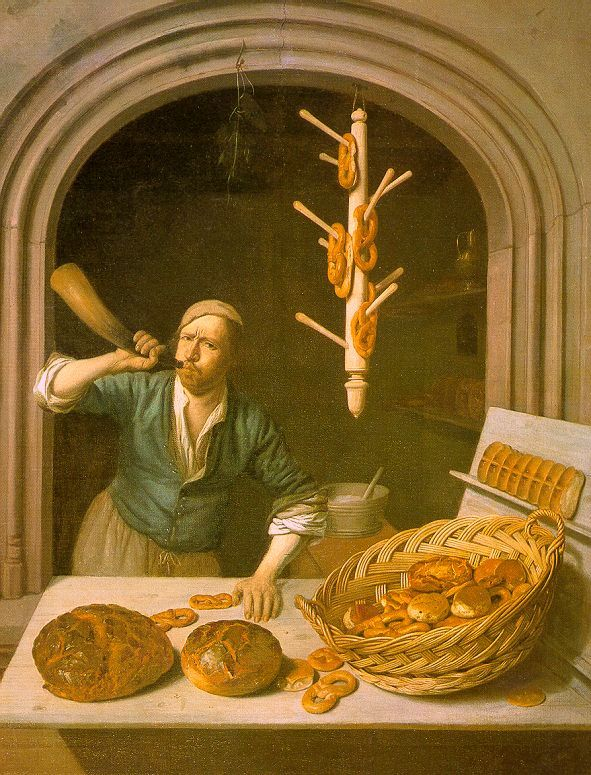
1681

Gerrit Berckheyde, född 1630 i Haarlem, död 23 november 1693 i Haarlem, var en nederländsk målare. Äldre bror till Gerrit Berckheyde.
Berckheyde var 1644 lärjunge till Jan de Wet. Han målade arkitekturbilder, exteriörer och interiörer, men även vardagsbilder, genreporträtt samt landskap med figurer. En känd målning av honom finns i Moltkeska galleriet, Köpenhamn.